# Salvia coccinea
La flor de Jericó o flor de colibrí (Salvia coccinea) es una planta herbácea perenne de la familia de las lamiáceas que se encuentra en el sur de Estados Unidos, México, Centroamérica, las Antillas, Colombia, Perú y Brasil. El estudio de sus cromosomas, apunta a México como su lugar de origen.

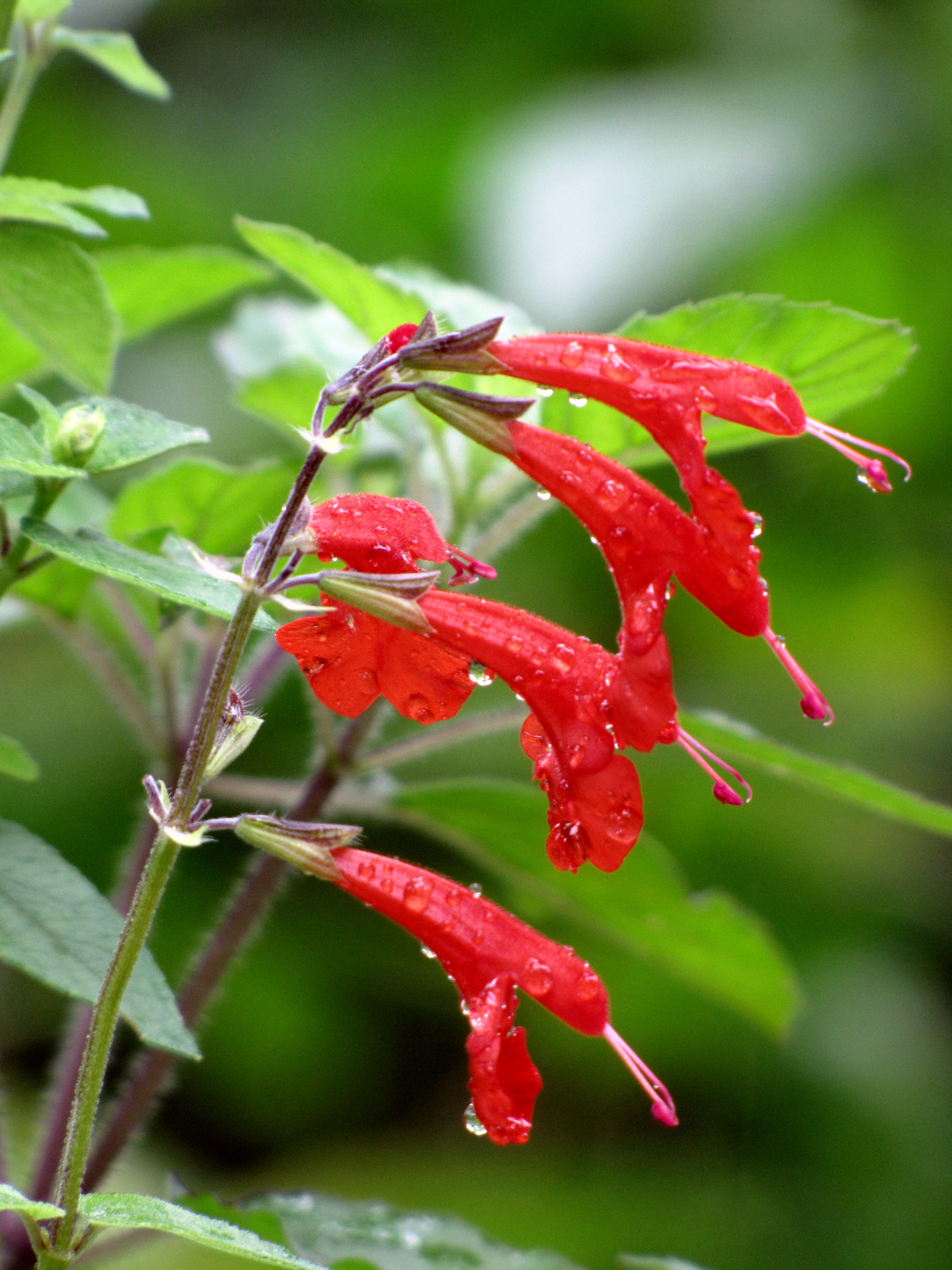
Inflorescencia

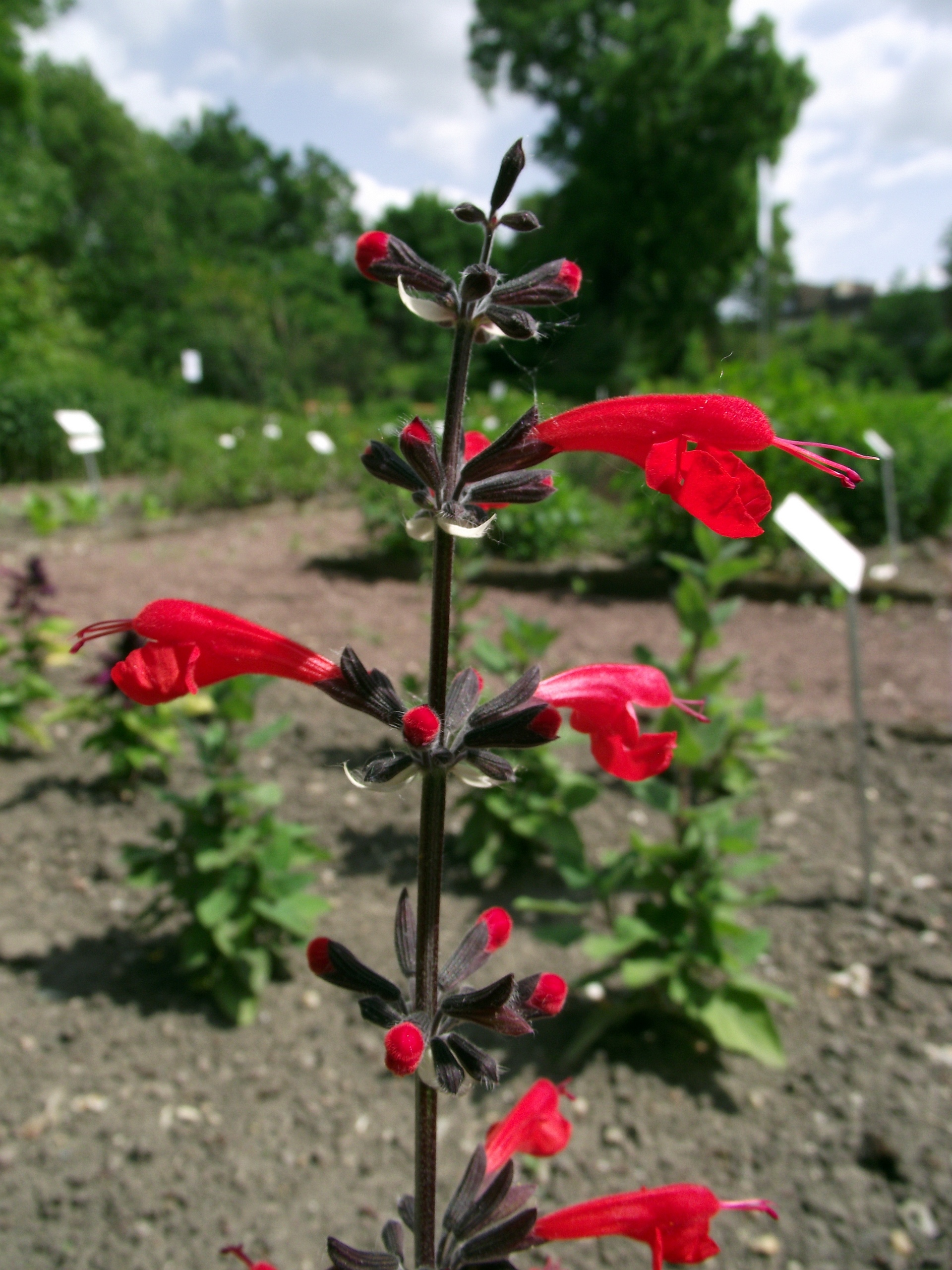
Vista de la planta

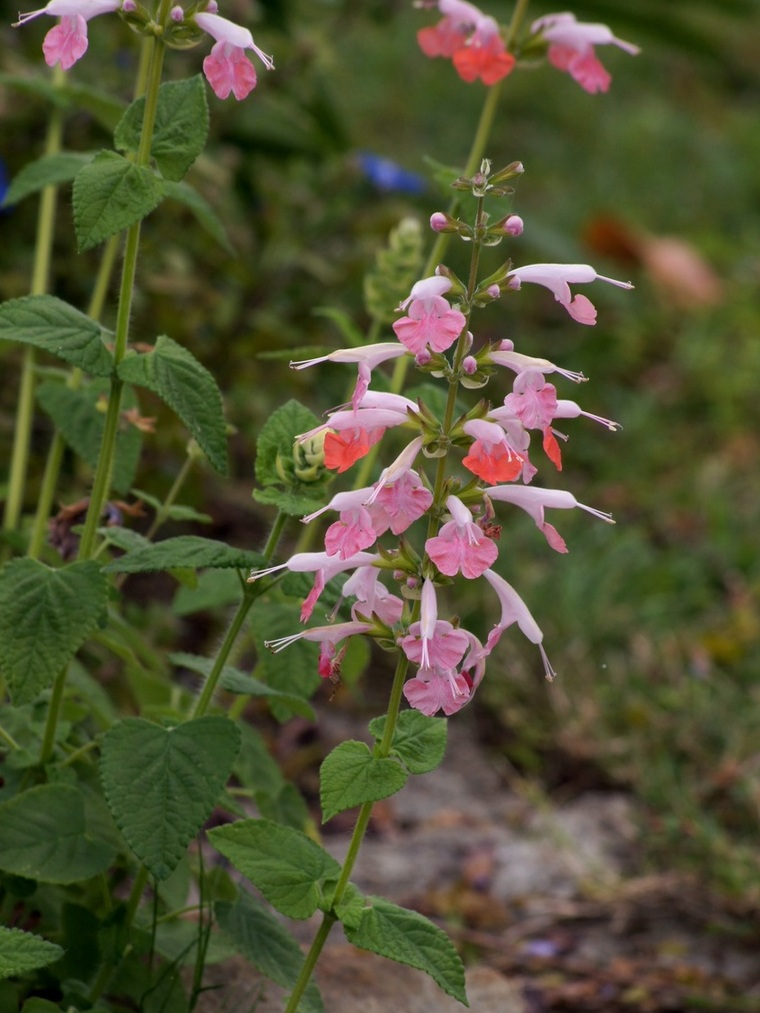
Inflorescencia

## Descripción
Su altura promedio es de 76 cm, pero puede alcanzar hasta 95 cm. Las hojas son peludas, verdes, aserradas, triangulares, opuestas y miden hasta 7,6 cm de largo por 5,1 cm de ancho. Las flores de las variedades naturales son generalmente de color rojo intenso brillante, de 3,2 cm de longitud promedio., pero su coloración y tamaño pueden variar en las variedades cultivadas, cuya coloración incluye anaranjado, rosado, salmón, blanco, rojo y escarlata, así como flores bicolores. La polenización corre por cuenta de diferentes especies de colibrí y mariposas, que son atraídos por las flores.

## Cultivo
Las plantas crecen mejor con mucho sol y suelos fértiles y bien drenados. Hay una amplia variedad de cultivares disponibles. Se cultiva como anual. En climas libres de heladas, produce flores desde principios de febrero y continúa hasta diciembre. En otras áreas, la floración continúa sólo hasta la primera helada de otoño. Las heladas secan el follaje y si la temperatura baja de -6 C°, mata la planta.

## Propiedades
Se usa con mayor frecuencia contra padecimientos digestivos, entre los que se encuentran: dolor de estómago o dolor de «barriga», cólico, disentería y diarrea (Morelos y Tabasco).
También se le utiliza en trastornos ginecobstétricos, para regular la menstruación y las hemorragias vaginales; en algunas afecciones de la piel, como sarampión y manchas en la cara; como antiespasmódico, tranquilizante, en dolores musculares, y contra el «mal de viento».
Las formas de preparación incluyen las hojas y la raíz o el fruto en cocimiento o infusión con plantas acompañantes.
Química
En la planta completa se han identificado el beta-sitosterol, los triterpenoides uvaol y el compuesto dehidro; y el diterpeno salviacoccín. Las flores contienen dos flavonoides derivados de cianidín, derivados glucosilados del pelargonidín.

## Taxonomía
Salvia coccinea fue descrita por Buc'hoz ex Etl. y publicado en Commentatio Botanico-Medica de Salvia 23. 1777.
Etimología
Ver: Salvia
coccinea: epíteto latino que significa "rojo escarlata".
Sinonimia
- Horminum coccineum (Buc'hoz ex Etl.) Moench
- Salvia ciliata Benth.
- Salvia ciliata Pers.
- Salvia coccinea L.f.
- Salvia filamentosa Tausch
- Salvia galeottii M.Martens
- Salvia glaucescens Pohl
- Salvia mollissima M.Martens & Galeotti
- Salvia pseudococcinea Jacq.
- Salvia rosea Vahl
- Salvia superba Vilm.[10][11]

## Nombres comunes
- Hoja de viento, mirto, tila, toronjil, mirto rojo.